# Ruines d'un pont romain
Ruines d'un pont romain ou Pont romain est un tableau réalisé par Hubert Robert, connu comme le peintre français de ruines le plus illustre du XVIIIe siècle (surnommé « Robert des ruines »). Il s'agit d'une peinture à l'huile sur toile de 293 × 323,4 cm destiné à orner une salle du château de La Chapelle-Godefroy dans l’Aube puis conservé au Musée Saint-Loup, le musée des beaux-arts de Troyes.

## Œuvre

### Commanditaire et lieu d'exposition
Son œuvre Ruines d'un pont romain ou Pont romain a été peinte vers le 4e quart du XVIIIe siècle. Cette peinture est commandée par l'homme politique, Jean Nicolas de Boullongne, pour orner une salle du château de La Chapelle-Godefroy dans l’Aube. Il se trouve toujours au château quand l'inventaire dressé à la Révolution est réalisé partout en France. Boullongne était conseiller au Parlement de Paris, commissaire aux Requêtes du Palais, intendant des finances et il devient membre honoraire de l’Académie de peinture et de sculpture dès 1777. 
Grâce a son statut il a pu facilement se mettre en relation avec Hubert Robert pour lui passer commande. Le tableau sera saisi par les révolutionnaires en 1795 avec le reste des biens du château. Le château de La Chapelle-Godefroy, est vendu comme bien national en 1795 et il sera incendié en 1814 lors de la bataille de Nogent-sur-Seine.
Aujourd'hui, ce tableau est une œuvre importante du musée des beaux-arts de Troyes. 

### Description

#### Premier plan
Le tableau représente les ruines d’un pont effondré sur lequel est installée une passerelle provisoire pour lui rendre son usage (un char à foin, tiré par des bœufs, devancé par un paysan, l'emprunte ainsi que trois silhouettes féminines). Son arche s’est écroulée en son centre, ainsi le pont a été renforcé à gauche par une double potence de bois. Quelques planches transversales posées sur deux poutres longitudinales, sans garde-fou, avec quelques pieux pour tenir l'ensemble permet une traversée, mais cette dernière est périlleuse.
Le pont était jadis orné de médaillons ovales latéraux et sa porte de côté, à fronton classique est une demi-ruine. 
Ce pont débouche sous une autre arche, celle d’un arc en ruines qui évoque la partie centrale de l’arc de triomphe d’Orange avec son fronton triangulaire et son double couronnement, et par ses statues féminines opulentes et drapées soutenant des chapiteaux, les caryatides évoquent celles du temple de l’Érechthéion à Athènes. Au pied de cette pile du pont, des lavandières se livrent à leur travail dans l'eau de la rivière.
Sur la gauche se dresse une tonnelle qui forme une terrasse. L'usage de la tonnelle est très répandue dans l’Italie du XVIIIe siècle. Ici, on peut voir   des jeunes femmes qui s’appuient à la rambarde.

#### Arrière-plan
La campagne en arrière-plan est esquissée, plus imaginaire que réellement décrite, le fond n'est pas net, sensation de mirage. 
Au pied de la montagne, se devine une vague agglomération. L’eau coule autour de grosses pierres qui encombrent le lit de la rivière. Elle reflète un vaste ciel très doux de nuages moutonnées montant dans des tons gris. 
L'arrière plan apporte la lumière dans la scène. La touche légère du ciel fait ressortir les tonalités brunes et ternes des architectures. La source de lumière, voilée par les nuages est en avant et à droite du pont puisqu’elle frappe le dessous gauche de l’arche, la rampe de l’escalier, l’angle de la tonnelle. Les lavandières éclairent également la scène de leurs tenues claires. Une seule couleur ressort, le rouge de la femme qui se penche vers la rivière pour remplir son seau.

### Analyse

#### La représentation des ruines
Les ruines jouent le rôle de vanité dit « memento mori ». Elles rappellent que l’homme est quelqu'un de mortel, il est voué à disparaître alors que les ruines restent. Chateaubriand, au XIXe siècle rejoint cette idée « ce sentiment tient à la fragilité de notre nature, une conformité secrète entre ces monuments détruits et la rapidité de notre existence ».
En peinture, on donne le nom de « ruines »  qu’aux palais, tombeaux somptueux ou monuments publics. On ne dit pas  « ruines »  en parlant d’une maison particulière de paysans ou de bourgeois, mais des  «  bâtiments ruinés ». Les ruines sont l’espace privilégié de la mélancolie. Il y a une méditation, on prend du recul sur passé et présent, sur le rôle et le destin des civilisations. On a une réflexion sur le temps qui passe, la ruine des empires, la décadence, l'histoire de cette période…

#### L'utilisation du pont dans ses œuvres
La présence de ponts ou de passerelles est récurrente dans l’œuvre du peintre. On le retrouve dans Le Pont du Gard réalisé en 1787, actuellement au Louvre ou encore Le Pont en bois du parc de Méréville réalisé vers 1750 qui se trouve au Nationalmuseum à Stockholm.  
Il a commencé à représenter des ponts le plus souvent imaginaire à Rome et c’est un thème, qu’il a continué d'employer et de recomposer tout au long de sa carrière. 
Le pont de pierres, visible au premier plan de la composition est utilisé comme procédé stylistique pour donner un caractère grandiose au paysage. En effet, il offre un panoramique visible à travers, ceci accroît la profondeur de l’œuvre. 
Il y a une démultiplication des tableaux dans l'œuvre, beaucoup de scènes à regarder. L’ombre projetée par le pont met en valeur la luminosité du paysage par contraste. La vivacité des contrastes d’ombre et de lumière est atténuée par la subtilité avec laquelle le peintre rend compte de l’atmosphère.

#### Personnages
Différentes figures anecdotiques contribuent à rendre vivant ce paysage paisible et serein : le groupe des lavandières, les femmes sous la tonnelle, le fermier conduisant sa charrette de foin. 
Les lavandières qui vaquent à leurs tâches quotidiennes mettent en scène la poésie de la vie quotidienne. Les personnages rendent les ruines vivantes, même si, ils semblent y être indifférents. Ils ignorent la présence immortelle et écrasante de la nature et de l’art des ruines antiques, occupés à des actes et des travaux de la vie quotidienne.  
On retrouve des groupes de personnages, en particulier des lavandières dans de nombreuses œuvres d’Hubert Robert comme les Lavandières sous un pont antique ou les Blanchisseuses dans les ruines du Colisée.